# Michael Birkeland
Michael Birkeland, född den 16 december 1830, död den 24 maj 1896, var en norsk historiker och politiker.
Birkeland blev 1863 byråchef i riksarkivet, 1874 expeditionschef i kyrkodepartementet, och 1875 riksarkivarie. Birkeland intresserade sig livligt för politik. I ungdomen hyste han demokratiska tänkesätt, men när han 1879 invaldes i Stortinget hade han sedan länge omfattat den samtida högerns åsikter. Han var ivrig skandinav, och ägnade ett särskilt intresse för landets konstitutionella fråga, vars lösning han såg i införandet av ett verkligt tvåkammarsystem.